# Věnceslava Hrdličková
Věnceslava Hrdličková, též Věna (15. září 1924 Praha – 20. ledna 2016 Praha), byla přední česká sinoložka a japanoložka.

## Profesní život
Věnceslava Hrdličková v roce 1950 vystudovala Filozofickou fakultu Univerzity Karlovy, kde získala i doktorát filozofie, v roce 1967 titul kandidát věd a v počátkem devadesátých let i docenturu.
Profesně se zajímala především o čínskou a japonskou orální literaturu, či estetiku čínských a japonských zahrad.
Rovněž dostala řadu ocenění, například 1994 jí byla udělena zlatá plaketa F. Palackého AV ČR za zásluhy ve společenských vědách v 1995 zlatá medaile Masarykovy akademie umění či Řád vycházejícího slunce, který jí udělil japonský císař v roce 2006 za zásluhy v oblasti šíření japonské kultury v České republice.

## Publikace
- Dějiny čínské klasické literatury (1980)
- Příběhy o soudci Ookovi (1984)
- Démonova flétna (1989)
- Umění japonských zahrad, Praha (1996) spolu se Zdeňkem Hrdličkou
- Smích je mým řemeslem (1997) spolu se Zdeňkem Hrdličkou
- Umění čínských zahrad (1998) spolu se Zdeňkem Hrdličkou
- Moudrost staré Číny (2002)
- Nejkrásnější čínské příběhy (2005)
- Podivuhodný svět bonsají (2008), spolupráce P. Herynek, ilustrace Miroslav Pinc, foto Zdeněk Thoma